# Geschichte Afghanistans

Nationalflagge Afghanistans bis 2021

Die Geschichte Afghanistans umfasst die Entwicklungen in Afghanistan von der Urgeschichte bis zur Gegenwart. Der Name Afghanistan wurde 1801 zum ersten Mal im anglo-persischen Friedensvertrag offiziell erwähnt. Der seit 1919 unabhängige Staat Afghanistan ging auf ein von Ahmad Schah Durranis 1747 gegründetes Großreich zurück. Insbesondere vor den Gründungen der persischen Reiche wird das Gebiet des heutigen Afghanistans als Durchgangsland für Nomaden und Eroberer gesehen.

## Von der Antike bis zur Neuzeit

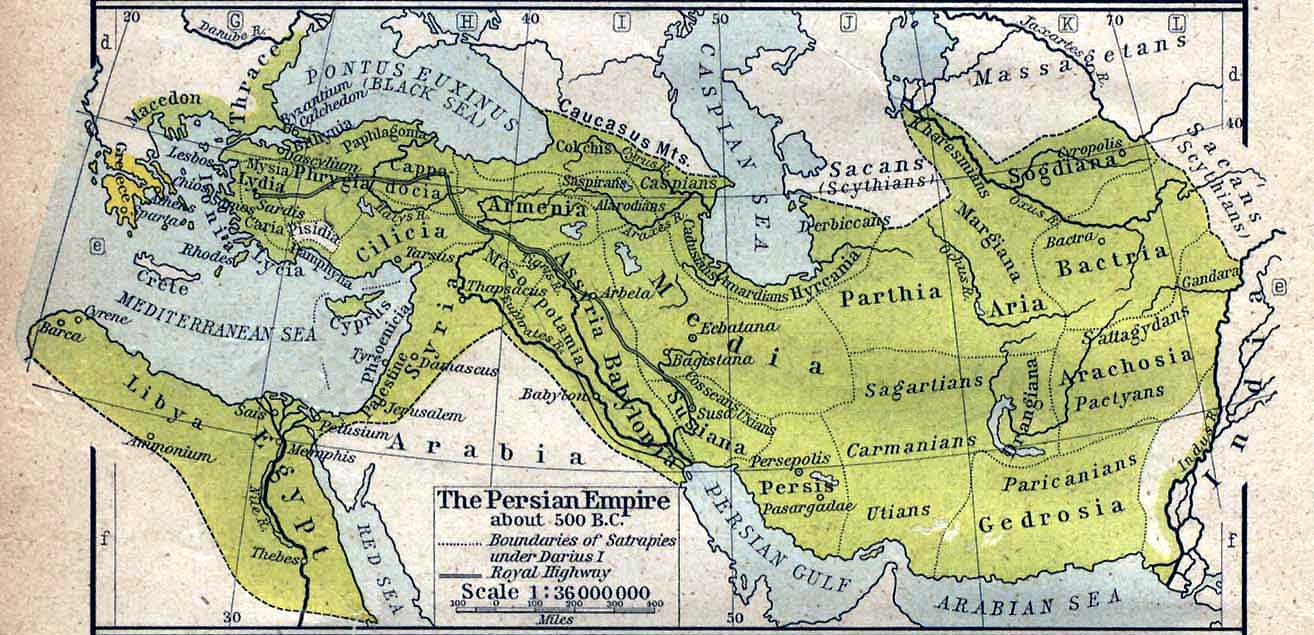
Das Perserreich der Achämeniden um 500 v. Chr.

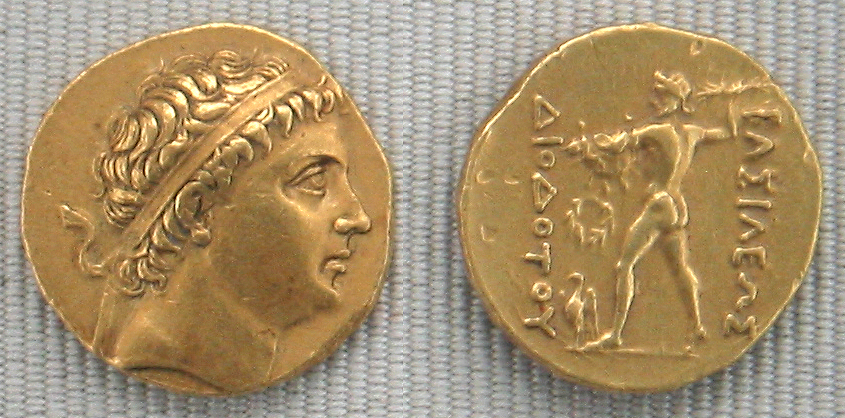
Diodotos I., Gründer des Griechisch-Baktrischen Königreiches

Im Norden des heutigen Afghanistan blühte im dritten und zweiten Jahrtausend v. Chr. die sogenannte Oasenkultur. Die Menschen lebten vom Ackerbau und wohnten teilweise in Ortschaften, die schon städtischen Charakter hatten. Einzelne befestigte Bauten deuten auf Fürstensitze und eine deutlich gegliederte Gesellschaft. Bronze und Gold wurden verarbeitet. Diese Kultur ging um 1700 v. Chr. unter. Aus dem Süden des Landes gibt es vergleichbare Funde, die in jüngerer Literatur als Helmand-Kultur bezeichnet werden. Ein wichtiger Ort ist vor allem Mundigak, wo ein Tempel und ein Palast ausgegraben wurden. Said Qala Tepe im heutigen Iran weiter südlich brachte vergleichbare Funde zu Tage.
Im ersten Jahrtausend v. Chr. wurden Teile des heutigen Afghanistan unter Kyros II. (559 bis 529 v. Chr.) Teil des Achämenidenreichs. Sechs Satrapien lagen dort: Haraiva um Herat, Baktrien im Norden, Zranka im Süden, Harahuvatisch um Kandahar, Satagusch um Kabul und Gandhara ganz im Nordosten. Provinzhauptstadt von Harahuvatisch war wahrscheinlich Kandahar, wo sich auch einige Texte auf Elamisch fanden.
Alexander der Große eroberte das Achämenidenreich und damit auch diese Satrapien im Osten. Nach seinem Tod wurden sie Teil des Seleukidenreiches. Zahlreiche Griechen kamen in die Region. Ai Khanoum war eine weitestgehend griechische Stadt, die durch Ausgrabungen gut bekannt ist. Die Anwesenheit von Griechen ist auch an anderen Orten bezeugt; in Baktra fanden sich korinthische Kapitelle. Im Jahr 305 v. Chr. ging der Süden des Landes an das Maurya-Reich. Bei Kandahar fand sich eines der Ashoka-Edikte, das zweisprachig in Griechisch und in Aramäisch abgefasst ist.
256 v. Chr. wurde von Diodotos I. in Baktrien das Griechisch-Baktrische Königreich gegründet, dessen Geschichte weitestgehend im Dunkeln liegt. Die Herrscher sind vor allem durch ihre Münzprägungen bekannt. Vereinzelt werden sie von klassischen Autoren erwähnt. Menandros, der etwa von 165 v. Chr. bis 130 v. Chr. regierte, wird in buddhistischen Quellen genannt und war auch westlichen Historikern als mächtiger Eroberer bekannt. Zwischen 141 und 129 v. Chr. eroberte das indogermanische Reitervolk der Yuezhi das Griechisch-Baktrisches Königreich. Die Geschichte der folgenden Jahre ist unklar. Teile der Region scheinen unter parthischer Herrschaft gekommen zu sein, während es wahrscheinlich auch noch diverse Kleinkönigreiche im Hindukusch und in Pakistan gab, deren Herrscher griechische Namen trugen und Münzen im griechischen Stil prägten. Im ersten Jahrhundert v. Chr. regierte auch die Indo-Skythische Dynastie Teile des Landes, etwas später, im ersten Jahrhundert n. Chr. das Indo-Parthische Königreich.
Später übernahmen die Kuschana die Herrschaft in der Region. Unter ihnen festigte sich allmählich der Buddhismus. Zwischen dem 2. und 4. Jahrhundert n. Chr. entstanden entlang der damaligen Handelsrouten eine Reihe von buddhistischen Stätten – Stupas, Tempel und Klosterstätten sowohl südlich als auch nördlich des Hindukusch-Gebirges. Bei Begram handelt es sich wahrscheinlich um das antike Kapisa, eine der Sommerresidenzen der Kuschana.

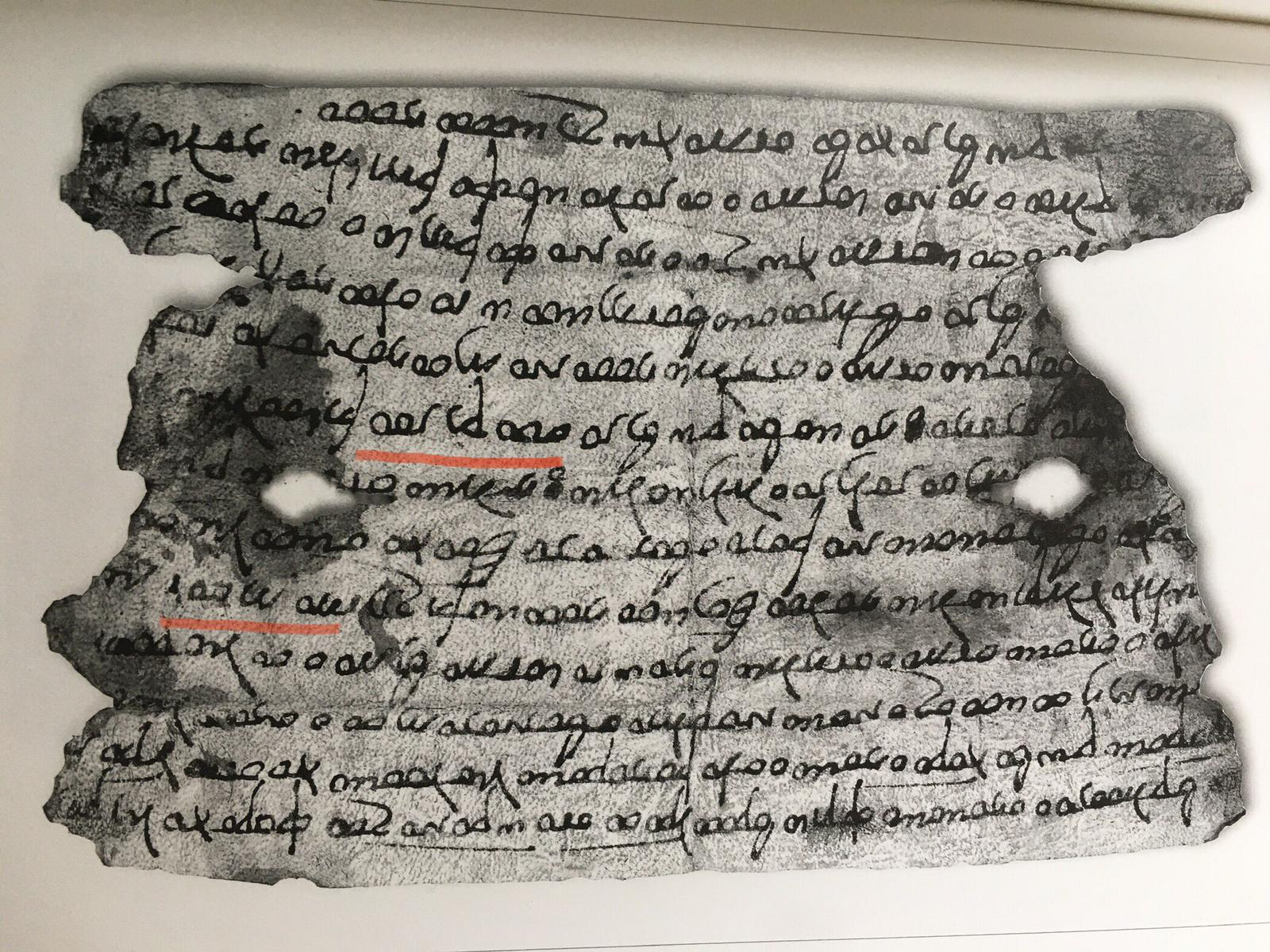
Baktrisches Dokument aus dem 4. Jahrhundert mit Bezug zu den Hephthaliten

In der Spätantike siedelten in Baktrien die sogenannten iranischen Hunnen, die teils eine ernsthafte Bedrohung für das Sassanidenreich darstellten. Um 350 begannen die Angriffe der Chioniten, anschließend folgten mehrere Angriffswellen anderer Stammesgruppen. Das letzte Herrschaftsgebilde der „iranischen Hunnen“, das Hephthalitenreich, wurde um 560 von Sassaniden und Kök-Türken vernichtet. Nach dem Fall des Sassanidenreichs, dessen letzter Großkönig 651 ermordet wurde, und der Islamischen Expansion der Araber, dominierten bis zum Mittelalter persische Lokaldynastien, die dem muslimischen Kalifat unterstanden. Der Islam setzte sich in dieser Region verhältnismäßig langsam durch, da die buddhistischen Turk-Schahi und die hinduistischen Hindu-Shahi starken Widerstand leisteten. Erst gegen Ende des 10. Jahrhunderts, das heißt nach der großen Völkerwanderung der Türken ins Iranische Hochland, sollen nach einer islamischen Chronik die meisten Einwohner im Raum Ghur zwischen Herat und Kabul Moslems gewesen sein. Im Jahr 983 hatte sich aber beispielsweise in Ohind, das heißt in Gandhara, noch ein hinduistisches Königreich unter König Jaipal gehalten. Der Islam stieg vor allem in seiner sunnitischen Form zur vorherrschenden Religion auf. Unter den Samaniden, Ghaznawiden und Ghuriden folgte eine politische, wirtschaftliche und kulturelle Blütezeit in der Region.
Dabei spielte die Region in dieser Zeit auch eine grundlegende Rolle in der Entwicklung der  Neupersischen Sprache, welche in verschiedenen Variationen bis heute in Afghanistan, Iran, Tadschikistan und einigen weiteren Regionen in Zentralasien vorherrschend gesprochen wird. So wurden die ersten Gedichte der neupersischen Sprache, welche historisch auch als Dari bekannt ist, im heutigen Afghanistan verfasst. Zu Hochzeiten fand die Sprache eine kulturelle und verwaltungstragende Verbreitung vom indischen Subkontinent bis in den heutigen Balkan und aus ihr entwickelte sich einer der bedeutendsten Literatursprachen der Welt.
Die mittelalterliche Stadtkultur wurde durch den Mongolenangriff im 13. Jahrhundert arg in Mitleidenschaft gezogen. In der Folge sicherten die Kartiden kurzzeitig eine gewisse Eigenständigkeit der Region, bevor Timur das türkisch-persische Timuriden-Reich gründete. Timurs Nachfahren verlegten die Hauptstadt von Samarkand nach Herat und leiteten eine bedeutende Blütezeit von Kunst, Kultur und Wissenschaft ein.
Ab dem 16. Jahrhundert gehörten Herat und Ghur zum Reich der Safawiden, während Kabul dem Mogulreich unterstand. Kandahar gehörte abwechselnd Persien und Indien, bis sich im 18. Jahrhundert einige paschtunische Stämme gegen die Perser und Mogulen erhoben.

## Die Paschtunen

Die Geschichte des modernen Afghanistan ist untrennbar mit der nationalen Geschichte der Paschtunen verbunden. Unzählige paschtunische Aufstände gegen die jeweiligen Herrscher (persische Safawiden und indische Mogulen) führten schließlich mit dem Aufstand des Stammes Ghilzai (1719) zum Sturz der Safawiden in Persien (1722) (siehe auch: Hotaki-Dynastie). Dieser Sieg der Paschtunen hielt aber nicht lange an. Nur sieben Jahre später wurden sie von Nader Schah besiegt und zurück nach Kandahar verdrängt. Durch die folgenden Eroberungen Nader Schahs (1736–1747) erlangte das persische Reich vorübergehend wieder die Gewalt über die Region, die heute Afghanistan heißt. Nach dessen Ermordung übernahm der Stamm der Durrani, der mit Nader Schah gegen die Ghilzai verbündet war und unter seinem Befehl kämpfte, selbständig die Macht. Ihr Führer, der Paschtune Ahmad Schah Durrani begründete im Jahr 1747 ein selbständiges Königreich im Osten Persiens, das als Durrani-Reich bekannt ist. Damit gilt er allgemein als der Begründer Afghanistans, denn sein Königreich diente als Vorgänger und Wegbereiter des heutigen Staates. Abgesehen von zwei kleinen Ausnahmen haben die Paschtunen das Land seit seiner Gründung durchgehend beherrscht.

## 19. und frühes 20. Jahrhundert

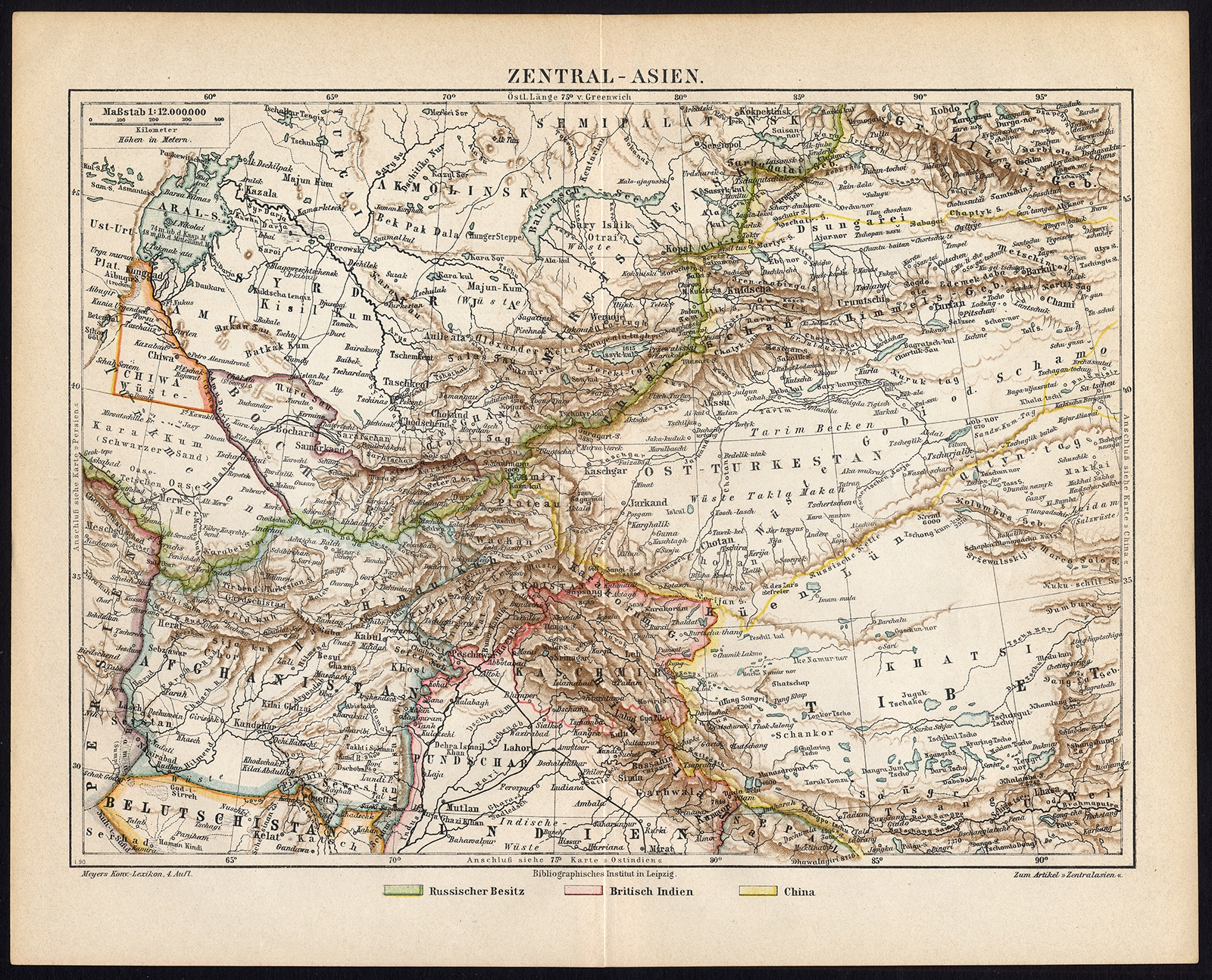
Zentralasien am Ende des 19. Jahrhunderts

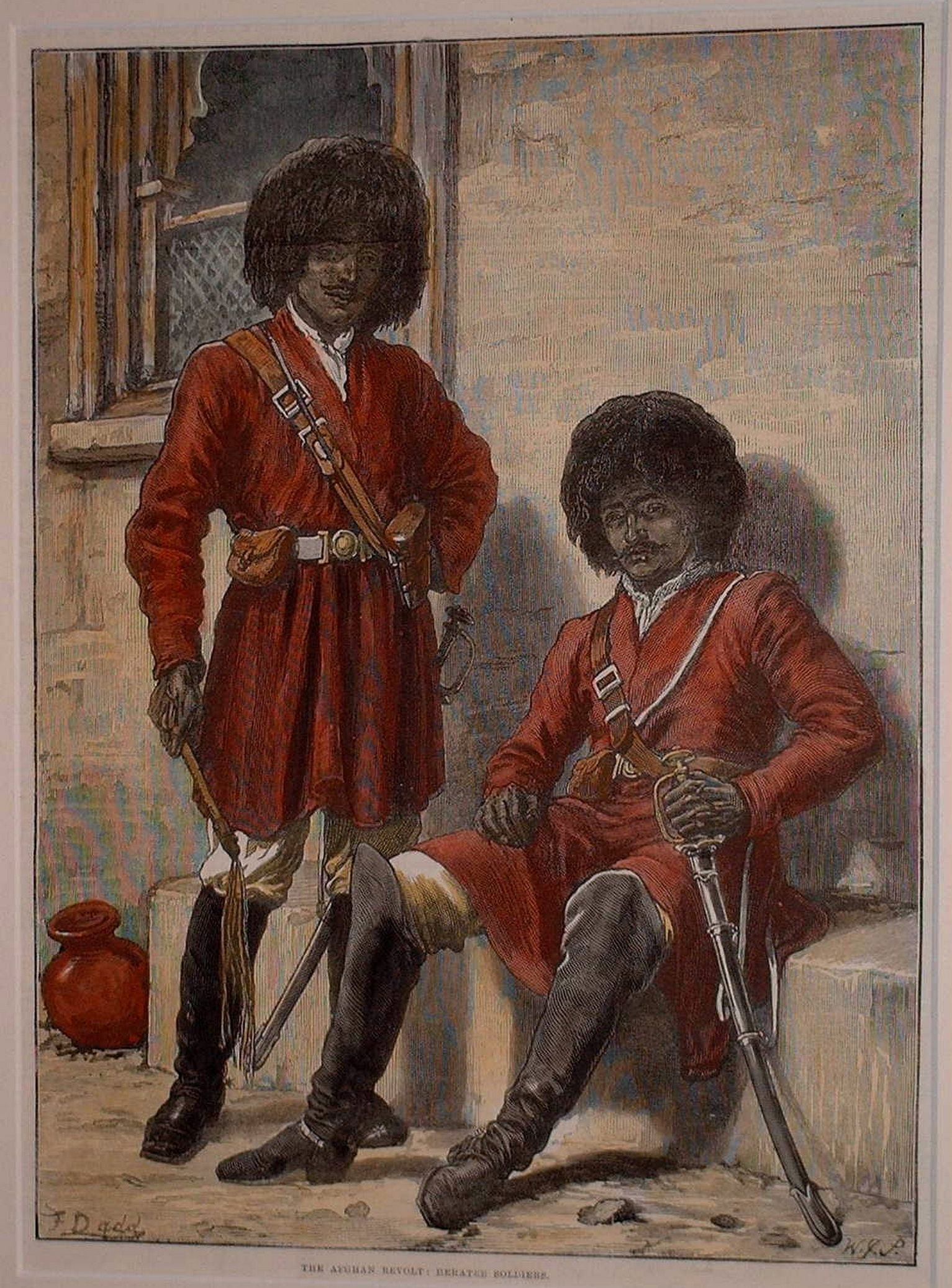
Soldaten aus Herat während der Anglo-Afghanischen Kriege, 1879

Der Name Afghanistan bedeutet wörtlich Land der Afghanen. Bereits in den tschagataischsprachigen Memoiren Baburs aus dem 16. Jahrhundert wird das Wort in einem regional begrenzten Sinne erwähnt. Die gebräuchliche Bezeichnung des heutigen Gebiets lautete Chorasan. Afghanistan wurde Anfang des 20. Jahrhunderts zum offiziellen Namen des Königreiches. Wegen innerer Stammesstreitigkeiten kam es im frühen 19. Jahrhundert zu Teilungen des Landes und bedeutenden Einmischungen von außen, vor allem durch die Engländer und Russen.
Im 19. Jahrhundert führte der Konflikt zwischen den Kolonialmächten Russland und Großbritannien (The Great Game) zum Eingreifen der Briten in einen Thronfolgekrieg in Afghanistan. Mehrere Anglo-Afghanische Kriege waren die Folge, der erste von 1839 bis 1842. Der britische Versuch scheiterte, Afghanistan zu besetzen und Indien anzugliedern. Der zweite Afghanisch-Britische Krieg 1878–1881 veränderte den Status quo nicht.
Die Engländer entschlossen sich dazu, Abdur Rahman Khan (* 1844; † 1. Oktober 1901), einen Enkel von Dost Mohammed, auf den Thron zu setzen. Abdur Rahman wird allgemein als der Gründer des modernen Afghanistans angesehen. Während seiner Herrschaft legten Briten und Russen die heutigen Grenzen Afghanistans fest. 1893 wurde mit der Durand-Linie eine Demarkationslinie zwischen Afghanistan und Britisch-Indien geschaffen, die die Verantwortung über die jeweiligen Gebiete festlegte. Sie durchtrennte aber auch das Siedlungsgebiet des größten Volkes dieser Region, der Paschtunen.
Im Jahre 1898 erhielt Afghanistan den Südteil des Khanates Buchara (Süd-Turkestan) zugesprochen und so seine bis heute gültige Nordgrenze.
Während des Ersten Weltkriegs versuchten das Deutsche und das Osmanische Reich, Afghanistan auf Seiten der Mittelmächte in den Krieg zu ziehen (→ Niedermayer-Hentig-Expedition). Der Friede von Rawalpindi beendete 1919 den dritten Afghanisch-Britischen Krieg, brachte dem Land die Souveränität und führte zum Vertrag von Kabul (1921) mit der Anerkennung der vollen Unabhängigkeit Afghanistans durch Großbritannien und Russland. Seit 1925 bestand ein konstitutionelles Königreich. Nach der Ermordung des Schahs Mohammed Nadir am 8. November 1933 bestieg sein Bruder und Prinz Sardar Mohammed Haschim Khan den Thron. Er wurde zusammen mit weiteren Brüdern als Ministerpräsident zum Regenten für den 19-jährigen Thronfolger Mohammed Zahir Schah gewählt.
In der zweiten Hälfte der 1930er Jahre schloss das Deutsche Reich einige Staatsverträge mit Afghanistan auf militärischem, wirtschaftlichem und kulturellem Gebiet. Sicherheitspolitisch schloss sich Afghanistan im Vertrag von Saadabad vom 8. Juli 1937 mit dem Irak, Iran und der Türkei auf einer gegenseitigen Nichtangriffsbasis gegen die Sowjetunion zusammen.
Offiziere der Wehrmacht modernisierten Afghanistans Armee; Polizei und Geheimdienst wurden von Deutschen reorganisiert. Deutschland wurde für die gesamte landwirtschaftliche und industrielle Planung sowie den Ausbau des Straßenwesens Afghanistans federführend. Auch in das gesamte Erziehungs- und Ausbildungswesen schalteten sich die Nationalsozialisten ein. Trotz enger Handelsbeziehungen zu Deutschland, Italien und Japan, erklärte Zahir Schah zu Beginn des Zweiten Weltkriegs die Neutralität des Landes.

## Zeit des Kalten Krieges (nach 1945)

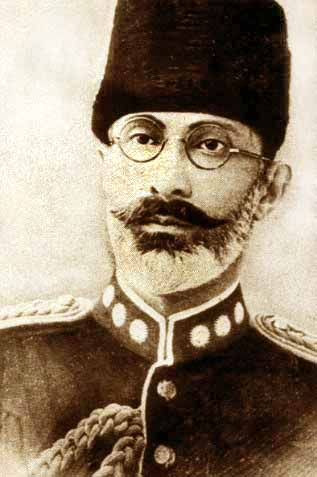
König Mohammed Nadir Schah

Nach der Empfehlung einer Aufnahme des Landes zu den Vereinten Nationen durch die Resolution 8 des UN-Sicherheitsrates trat es diesen am 19. November 1946 bei. Erst 1964 kam es mit der Verabschiedung einer neuen Verfassung durch die Loja Dschirga (Große Ratsversammlung) zur Einführung der konstitutionellen Monarchie.
Die ersten freien Wahlen fanden im September 1965 statt. Erstmals wurde ein Ministerium, das Gesundheitsministerium, einer Frau (der Abgeordneten Kubra Noorzai) übertragen. Immer wieder gab es schwere Auseinandersetzungen zwischen den Volksteilen und Krisen durch Nahrungsmittelmangel. Am 17. Juli 1973 kam es in Abwesenheit des Königs Mohammed Zahir Schah, der zu einem Kuraufenthalt in Italien weilte, zu einem Staatsstreich unter Führung von dessen Cousin, dem ehemaligen Ministerpräsidenten General Sardar Mohammed Daoud Khan, der aber relativ wenige Opfer forderte. Daoud Khan rief die Republik Afghanistan aus und übernahm sofort alle politisch bedeutenden Ämter: So wurde er Staatspräsident, Regierungschef, Verteidigungs- und Außenminister in Personalunion. Am 24. August 1973 dankte der gestürzte König Mohammed Zahir Schah auf Daoud Khans Verlangen ab. Außenpolitisch strebte Daoud Khan die Beibehaltung des Status Afghanistans als Pufferstaat zwischen der Sowjetunion und dem Westen an.  Daouds Regierung entwickelte sich zu einer brutalen Diktatur und wurde von Anfang an sowohl von der linken Opposition, die insbesondere in der Khalq-Partei (dt. Volkspartei) organisiert war, als auch von islamischen Gruppierungen aus der Illegalität und dem pakistanischen Exil heraus bekämpft. Die Anführer der Khalq-Partei sahen eine Unterwanderung des afghanischen Militärs und die Durchführung eines Staatsstreiches als notwendiges Mittel zur Machtübernahme an.
Der Kampf gegen Daoud Khan kulminierte in der Saur-Revolution im April 1978, in der der afghanische Diktator durch das Militär nach einer blutigen Belagerung seiner Residenz abgesetzt und hingerichtet wurde. Neue Machthaber in dem in „Demokratische Republik Afghanistan“ umbenannten Staat waren die Anführer der vorher illegalen Khalq-Partei Nur Muhammad Taraki, Hafizullah Amin und Babrak Karmal. Sie starteten einen radikalen Versuch, das unterentwickelte Land mittels einer Bodenreform und weiterer Maßnahmen zu einem modernen sozialistischen Staat zu entwickeln. Die kommunistisch orientierte „Demokratische Volkspartei“ kam an die Macht, was zu einem kommunistischen Regime führte. Der Widerstand gegen das Regime nahm deutlich zu. Ihre Abhängigkeit von sowjetischer Hilfe nahm zu, als die während der Bodenreform enteigneten Großgrundbesitzer zusammen mit dem lokalen muslimischen Klerus zu bewaffnetem Widerstand gegen das neue Regime aufriefen und dabei Unterstützung von chinesischer und wenig später von amerikanischer Seite erhielten. Zusätzlich begann sich die Khalq-Partei zu radikalisieren und gegen Taraki opponierende Mitglieder aus ihren Reihen auszuschließen, zu verhaften oder zu ermorden. Einer der gefährlichsten Widersacher Tarakis war Hafizullah Amin, dem es im Oktober 1979 gelang, den sowjetfreundlichen Taraki töten zu lassen.
Als die Regierung gegenüber den konservativ-islamisch geprägten Kräften immer mehr in die Defensive geriet, ließ die damalige sowjetische Regierung am 25. Dezember 1979 Truppen in Afghanistan einmarschieren und setzte Karmal als Präsidenten ein, um das kommunistische Regime zu sichern. Amin wurde bei dem Einmarsch von sowjetischen Spezialeinheiten ermordet. Gegen das Regime und gegen sowjetische Truppen führten islamische Gruppierungen einen mehrjährigen Krieg. Diese Truppen wurden von „Gotteskriegern“ aus arabischen Ländern, aber auch vom US-amerikanischen Geheimdienst CIA unterstützt. Afghanistan geriet zum Schauplatz eines „Stellvertreterkrieges“, im Konflikt zwischen den von der Sowjetunion und den USA dominierten Machtblöcken. Es gelang den Sowjets jedoch nicht, den Widerstand der verschiedenen islamischen Gruppen (Mudschahidun) zu brechen, obwohl eine waffentechnische Überlegenheit gegeben war. Die letzten sowjetischen Truppen verließen am 15. Februar 1989 das Land. Häufig wird im Zusammenhang mit dieser Niederlage vom „Vietnam der Sowjetunion“ gesprochen. Die afghanischen Widerstandskämpfer gewannen letztendlich den Konflikt mit Hilfe der gleichen Guerillataktik (Vermeidung offener Feldschlachten) wie in den Afghanisch-Britischen Kriegen; außerdem konnten sie auf die Unterstützung aus Pakistan, Saudi-Arabien und den USA bauen, die zum Beispiel chinesische Waffen für die Mudschahidin kauften und lieferten. Speziell in orthodoxen islamischen Ländern wie Saudi-Arabien wurden Söldner angeworben, die sich nach Kriegsende im zersplitterten Land festsetzten.

## Islamischer Staat Afghanistan und Kämpfe unter den Mudschahedin ab 1992
Nachdem die damalige Regierung der Sowjetunion ihre Truppen im Februar 1989 aus Afghanistan komplett zurückgezogen hatte, dauerten die Kämpfe zwischen der von der Sowjetunion gestützten Regierung und den Mudschaheddin weiter an. Die sowjetisch gestützte Regierung unter Präsident Mohammed Nadschibullāh konnte sich nach dem sowjetischen Abzug noch bis zur Einnahme Kabuls 1992 durch die Mudschahedin halten. Nach unterschiedlichen Schätzungen wurden in dem Krieg unter anderem 600.000 bis zu zwei Millionen Zivilisten getötet.
Im April 1992 wurde der Islamische Staat Afghanistan durch die Peschawar-Abkommen gegründet. Neuer Präsident wurde Burhānuddin Rabbāni. Die Vereinten Nationen präsentierte einen Übergangsplan, jedoch kam es bereits vor Ort zu zahlreichen Kämpfen verschiedener konkurrierender Mudschahedin in wechselnden Allianzen unter den neuen Warlords. Die Mudschahedin verweigerten dem zurückgetretenen Präsidenten Nadschibullāh den Gang ins Exil, der daraufhin in ein UN-Gebäude floh. Zwei wichtige, jeweils vom pakistanischen Geheimdienst ISI trainierte, konkurrierende Warlords waren dabei Gulbuddin Hekmatyār und Ahmad Schah Massoud, der unter Rabbāni Verteidigungsminister wurde. Ebenso führte der zu den Mudschahedin kurz vor dem Ende der Regierung Nadschibullāh übergelaufene General Abdul Raschid Dostum Truppen an. Als Hekmatyār Kabul einnehmen wollten, kamen ihm die Truppen von Massoud und Dostum dem zuvor und übernahmen die meisten Ministerien. Friedensverhandlungen scheiterten und Hekmatyārs Truppen, unterstützt von Pakistan, beschossen Kabul. Für die Kämpfe machten sich die verschiedenen Fraktionen gegenseitig verantwortlich.
Es kam zu zahlreichen Menschenrechtsverbrechen bei diesen Machtkämpfen. Wie Human Rights Watch berichtete war es praktisch jederzeit möglich in Kabul getötet zu werden, sowohl der Artilleriebeschuss von Hekmatyārs Truppen als auch die konkurrierenden Mudschahedinfraktionen traf viele zivile Einrichtungen. Es kam zudem von den verschiedenen Seiten der Mudschahedin – unter Hekmatyār, Massoud, Dostum als auch weiteren Fraktionen – zu zahlreichen Entführungen, Plünderungen, Vergewaltigungen und Morden. 1993 kam es im Kabuler Stadtteil Afschar etwa zu einem Massaker durch die Truppen unter den Warlords Sayyaf und Massoud, bei dem geschätzt etwa 750 Menschen, hauptsächlich Angehörige der schiitischen Minderheit der Hazara, getötet oder verschleppt wurden. Bereits bis 1993 flohen mehr als eine halbe Million Menschen aus Kabul. Nach Verhandlungen wurde im Juni 1993 Hekmatyār zum afghanischen Premierminister ernannt. Der Frieden hielt jedoch nicht und es kam 1994 und 1995 wieder zu Kämpfen zwischen den konkurrierenden Milizen. Die Kämpfe hörten erst mit den Einmarsch der Taliban auf, der wiederum von vielen Menschenrechtsverstößen begleitet wurde.

## Aufstieg der Taliban und Gründung der Vereinten Front
Der Süden Afghanistans war überwiegend weder unter der Kontrolle der Zentralregierung noch unter der Kontrolle der Milizen vom Norden. Lokale Milizen- oder Stammesführer beherrschten den Süden. 1994 traten die fundamentalistischen Taliban in der südlichen Stadt Kandahar erstmals in Erscheinung. Die Taliban-Bewegung bestand aus Personen die früher als Mudschahedin kämpften und rekrutierte sich weiter aus religiösen Schulen für afghanische Flüchtlinge in Pakistan. In den Schulen wurde auch den Jihad glorifizierendes Propagandamaterial, das von den USA hergestellt wurde, verwendet. Die Kämpfe zwischen den Milizen der Mudschahedin und die Hoffnung auf Frieden durch eine neue Ordnung gaben den Taliban Auftrieb. Ihr Anführer und späteres Staatsoberhaupt wurde Mohammed Omar.
Im Laufe des Jahres 1994 übernahmen die Taliban die Macht in verschiedenen südlichen und westlichen Provinzen Afghanistans. Bis März 1995 hatten die Taliban sechs Provinzen eingenommen und Kabul erreicht. Anfang 1995 führten die Taliban Verhandlungen sowohl mit der Regierung Rabbānis als auch mit der schiitischen Miliz Hizb-i Wahdat, die jedoch nicht zu einem Frieden führten. Während die Taliban zunächst den Kampf um Kabul verloren, waren sie im Westen des Landes weiter auf dem Vormarsch. Dabei kam es zu einem vorübergehenden geheimen Bündnis zwischen den Taliban und dem Warlord Dostum (siehe Afghanischer Bürgerkrieg (1989–2001)). Mit logistischer Unterstützung des ISI und neuen Waffen und Fahrzeugen aus Pakistan und Saudi-Arabien reorganisierten die Taliban ihre Truppen nach einigen Niederlagen im Land und planten 1996 auch eine erneute Offensive gegen Kabul. Am 26. September 1996 befahl Verteidigungsminister Massoud einen Rückzug der Truppen in den Norden Afghanistans. Am 27. September 1996 marschierten die Taliban in Kabul ein und errichteten das Islamische Emirat Afghanistan, das lediglich von Pakistan, Saudi-Arabien und den Vereinigten Arabischen Emiraten anerkannt wurde.

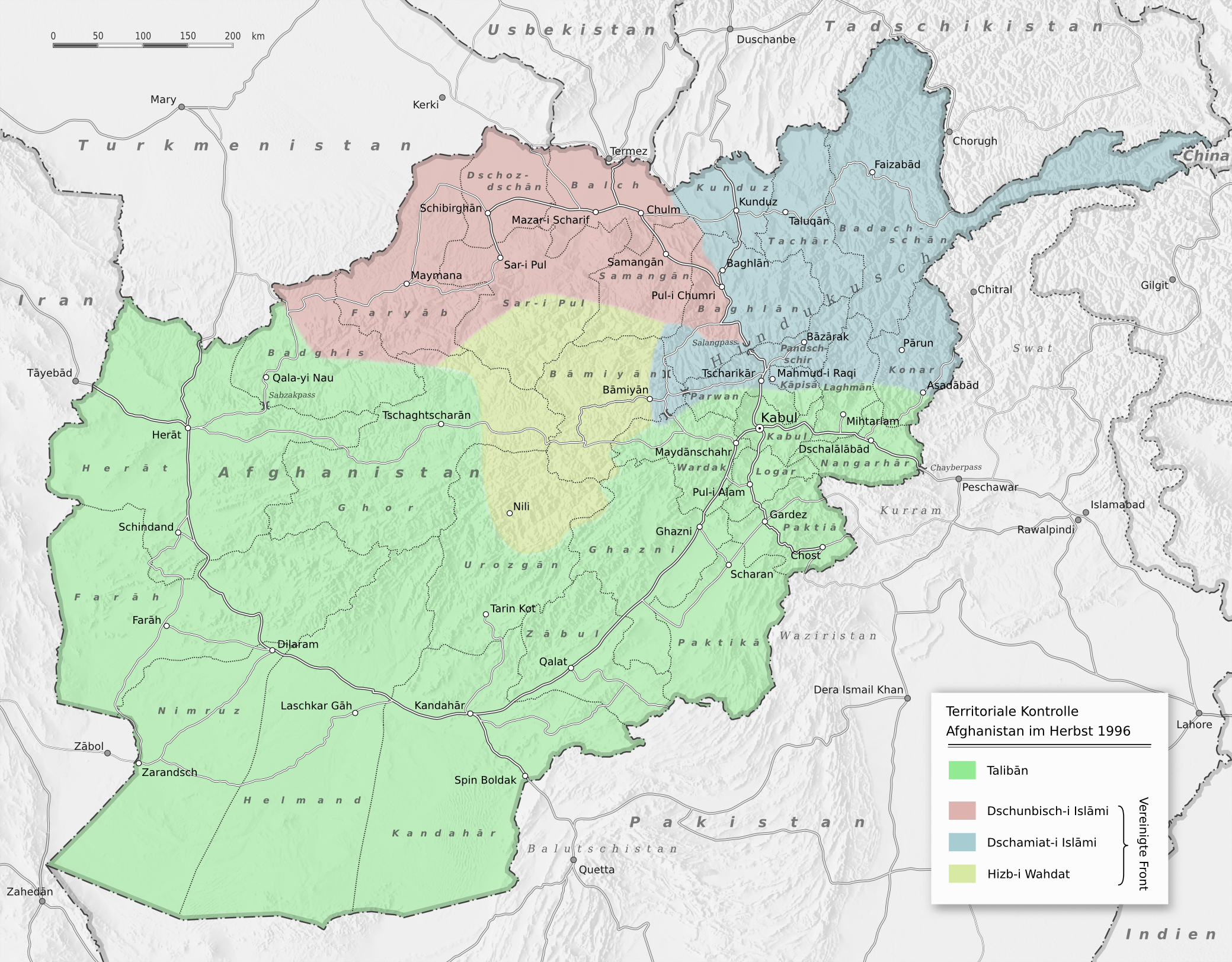
Territoriale Kontrolle Afghanistans im Herbst 1996: Massoud (blau), Taliban (grün), Dostum (rosa), Hezb-i Wahdat (gelb)

Der entmachtete Präsident Rabbāni, Massoud und Dostum, frühere Gegner, gründeten als Reaktion auf die Talibanoffensiven die Vereinte Front (bekannt als Nordallianz). Als mächtigster Mann im Bündnis galt Massoud, der Vereinten Front trat unter anderem auch der spätere Präsident Hamid Karzai bei. Iran und Russland unterstützen die Truppen Massouds, Pakistan intervenierte militärisch auf Seiten der Taliban. Laut freigegebenen Dokumenten von US-Behörden (National Security Archive) versorgte die pakistanische Regierung die Taliban nach ihrer Machtübernahme in Kabul 1996 unter anderem logistisch mit Waffen, Treibstoff und Nahrung. Bei der Offensive von 25.000 Taliban-Kämpfern gegen die nördliche Allianz waren geschätzt auch rund 10.000 islamistische Milizionäre aus arabischen Ländern, Pakistan und anderen asiatischen Ländern wie Usbekistan aktiv.
Anfang 2001 wandte die Vereinte Front eine neue Strategie von lokalem militärischem Druck an. Massoud bereiste 2001 Russland und die EU, wo er sich zudem mit einem Abgesandten der CIA traf und um militärische Unterstützung bat. Massoud bekannte sich dort in seinen Reden zu einem moderaten islamischen Staat und warnte die Staaten vor Al-Qaida. Die Tour war ein PR-Erfolg. Massoud wurde jedoch schließlich am 9. September 2001 von zwei von al-Qaida entsandten Selbstmordattentätern ermordet.
Die Taliban setzten in den von ihnen kontrollierten Gebieten ihre politische und juristische Interpretation des Islam durch. Die Frauen lebten quasi unter Hausarrest. Im Verlaufe der Kämpfe radikalisierten sich die Taliban weiter und führten radikale gegen Nicht-Moslems gerichtete Maßnahmen durch. Am 10. März zerstörten sie trotz enormer Proteste auch in der islamischen Welt durch Sprengladungen und Artilleriebeschuss die Buddha-Statuen von Bamiyan. Nach einem Bericht der Vereinten Nationen begingen die Taliban systematische Massaker unter der Zivilbevölkerung, während sie versuchten, ihre Kontrolle im Westen und Norden Afghanistans zu konsolidieren. Dabei kam es etwa zu einem Massaker in Masar-e Scharif und den Dörfern Bedmushkin und Nayak. Sowohl die Taliban als auch die Nordallianz-Truppen nahmen unter anderem bei ihrem Beschuss Kabuls laut Amnesty und HRW keine Rücksicht auf Zivilisten. In den Jahren 1999 und 2000 kam es zur Dürre in Afghanistan, die die Not im Land weiter verschärfte.

## Nach dem 11. September 2001
Nach den Terroranschlägen am 11. September 2001 begannen die USA am 7. Oktober mit der militärischen Operation Enduring Freedom (englisch für „Operation Dauerhafte Freiheit“), das seit 1996 in Afghanistan herrschende Talibansystem zu stürzen und die dort nach US-Angaben operierende Terrororganisation Al-Qaida mit ihrem Anführer Osama bin Laden durch massive Angriffe aus der Luft zu zerschlagen. Während unter den NATO-Staaten Einigkeit darüber herrschte, dass der Militärschlag gerechtfertigt sei, kam es in islamischen Ländern, zum Beispiel im Nachbarland Pakistan, zu Demonstrationen gegen den Krieg. Am 13. November 2001 fiel die Hauptstadt Kabul. Wenige Wochen nach den ersten Angriffen gelang es der Nordallianz, die bis dahin etwa zehn Prozent des Landes kontrollierte, nahezu das gesamte Land einzunehmen. Nach der ersten internationalen Afghanistan-Konferenz in Bonn wurde Hamid Karzai 2002 als Übergangspräsident eingesetzt und eine internationale Schutztruppe unter dem ISAF-Kommando aufgestellt.
Nach dem Abzug der ausländischen Truppen kamen die Taliban 2021 erneut gewaltsam an die Macht.

## Verweise
- Thorsten Hölzer: Afghanistan: Geschichte & Staat. In: LIPortal, Das Länderinformationsportal.
- Afghanistan Digital Collections. University of Arizona, Universität Kabul (englisch)
- Afghanistan. In: Encyclopædia Iranica. Band 1, Fasc. 5–6, S. 486–566, 15. Dezember 1983, zuletzt aktualisiert am 22. Juli 2011 (englisch).